# Grand Prix de Fourmies 2023
Il Grand Prix de Fourmies 2023, novantesima edizione della corsa, valida come quarantesima prova dell'UCI ProSeries 2023 categoria 1.Pro, si svolse il 10 settembre 2023 su un percorso di 197,6 km, con partenza e arrivo a Fourmies, in Francia. La vittoria fu appannaggio del belga Tim Merlier, il quale completò il percorso in 4h25'34", alla media di 44,644 km/h, precedendo il connazionale Gerben Thijssen e l'italiano Matteo Moschetti.

## Squadre e corridori partecipanti
| N.      | Cod. | Squadra                  |
| ------- | ---- | ------------------------ |
| 1-7     | LTD  | Lotto Dstny              |
| 11-17   | ADC  | Alpecin-Deceuninck       |
| 21-27   | SOQ  | Soudal Quick-Step        |
| 31-37   | UAD  | UAE Team Emirates        |
| 41-47   | GFC  | Groupama-FDJ             |
| 51-56   | COF  | Cofidis                  |
| 61-67   | JAY  | Team Jayco AlUla         |
| 71-77   | ACT  | AG2R Citroën Team        |
| 81-87   | ICW  | Intermarché-Circus-Wanty |
| 91-97   | IPT  | Israel-Premier Tech      |
| 101-107 | ARK  | Team Arkéa-Samsic        |
| 111-117 | UXT  | Uno-X Pro Cycling Team   |

| N.      | Cod. | Squadra                           |
| ------- | ---- | --------------------------------- |
| 121-127 | TEN  | TotalEnergies                     |
| 131-137 | Q36  | Q36.5 Pro Cycling Team            |
| 141-147 | TUD  | Tudor Pro Cycling Team            |
| 151-157 | EOK  | Eolo-Kometa Cycling Team          |
| 161-167 | HPM  | Human Powered Health              |
| 171-177 | COR  | Corratec Selle Italia             |
| 181-187 | BWB  | Bingoal WB                        |
| 191-197 | TFB  | Team Flanders-Baloise             |
| 201-207 | VRL  | Van Rysel-Roubaix Lille Métropole |
| 211-217 | AUB  | St Michel-Mavic-Auber93           |
| 221-227 | UCN  | CIC U Nantes Atlantique           |
| 231-237 | NMC  | Nice Métropole Côte d'Azur        |

## Ordine d'arrivo (Top 10)
| Pos. | Corridore          | Squadra       | Tempo    |
| ---- | ------------------ | ------------- | -------- |
| 1    | Tim Merlier        | Soudal        | 4h25'34" |
| 2    | Gerben Thijssen    | Intermarché   | s.t.     |
| 3    | Matteo Moschetti   | Q36.5         | s.t.     |
| 4    | Alexander Kristoff | Uno-X         | s.t.     |
| 5    | Paul Penhoët       | FDJ           | s.t.     |
| 6    | Niccolò Bonifazio  | Intermarché   | s.t.     |
| 7    | Arnaud Démare      | Arkéa         | s.t.     |
| 8    | Álvaro Hodeg       | UAE           | s.t.     |
| 9    | Arne Marit         | Intermarché   | s.t.     |
| 10   | Jason Tesson       | TotalEnergies | s.t.     |